# Південна готика США (жанр)
«Південна готика» (англ. Southern Gothic) — літературний жанр, що з'явився в літературі Півдня США в ХІХ століттіі, але отримав розвиток в першій половині XX століття (в період т.зв. «Південного ренесансу».
Цей жанр увібрав в себе багато елементів класичного готичного роману (схильність до макабричного, гротескного, іноді містичного), але при цьому залишається нерозривно пов'язаним з побутом і традиціями Півдня США.
Засновниками «південної готики» вважаються Чарльз Брокден Браун, Едгар Алан По і Натаніель Готорн.
Південна готика — важлива складова літературної традиції США другої половини ХХ-го і початку ХХІ-ого століття, вважається попередником жанрової моделі романтичного роману США. Незаперечним є вплив літературної готики на формування романістики США загалом і на творчість окремих американських митців зокрема (наприклад, Карсон Маккалерс, Вільяма Фолкнера, Трумена Капоте, Джойс Керол Оутс, Фланнері О'Коннор, Дж. Апдайка та ін.).
Окремі літературознавці стверджують, що готику потрібно визначати як провідну літературну традицію США (Л. Фідлер, Ф. Боттінг, Л. Буелл та ін.).

## Передумови виникнення жанру
Основними історичними та літературними передумовами появи готичного роману стали:
- криза реалізму епохи Просвітництва, руйнування і раціоналістичної ідеології;
- відновлення традицій середньовічної культури з новим переосмисленням і художнім втіленням;
- розвиток роману у напрямку змішування жанрових форм (novel і romance);
- зміни в естетичній і філософській концепціях, а саме зміщення наголосу в оцінці художнього твору «з прекрасного на піднесене, заміна раціоналістичної й причинно-наслідкової концепції на ірраціонально-містичну».

## Основні риси, мотиви
Основними мотивами «південної готики» є мотиви гріха, родинного прокляття, руйнування родинних цінностей, відчуження, божевілля, шаленства, насильства. На відміну від традиційного готичного роману, в якому основною метою є створення відповідної атмосфери нагнітання «жаху», для «південної готики» характерний підвищений інтерес до релігії, а також залучення до розповіді елементів південного фольклору, звернення до соціальних проблем (расизм, злидні, насильство).

Герої південноготичного роману зазвичай — зломлені духовно і психологічно персонажі, які несуть на собі тягар родинного прокляття, особистої провини та відчуження. Вони перебувають у стані очікування невідворотної кари, відплати за власні гріхи та гріхи родини. Навколо панують таємниці та містичні події. Головними героями можуть стати невдаха, вбивця, божевільний, «люди самого життєвого дна», які руйнують себе як зовні, так і зсередини з різних причин — внутрішніх і зовнішніх.

Обов'язковими елементами є концепти невинності і спокути.

Місце дії — американська глибинка, здебільшого характеризується як «зубожіла» і «запустіла». в них обов'язково мають бути елементи фольклору. Персонаж завжди несе відбиток прокляття, провини, кари, таємниці. Це може бути вбивця, божевільний, людина, яка опустилася на саме дно з різних причин, як внутрішніх, так і зовнішніх. Також присутні в такій прозі концепти невинності і спокути. Саме його дуже цікаво обігрує Трумен Капоте в своєму оповіданні «Міріам».

Одним з значних елементів південної готики є гротеск, але не як техніка зображення виживання і крайнощів людського досвіду, а який стає методом психологічного дослідження з характерними для нього експресіоністськими і сюрреалістичними ефектами. 

В контексті постмодернізму американська готична традиція переосмислюється пародійно через:
- явище жанрового синтезу, що полягає у взаємодії готичного роману з елементами інших жанрів (сімейної саги, романтичного роману, роману виховання, детективу);
- переважною концентрацією на психологічному досвіді індивіда в умовах кризи сучасної цивілізації;
- використання тем і мотивів готики в романах, які не можна назвати цілковито готичними;
- перегляд традиційної готичної атрибутики, пов’язаної з місцем і часом дії, гнітючою атмосферою і дією непорушних законів людського буття.

Американська готика сформувалася як самостійний літературний феномен і отримала нове продовження у творах письменників США ХХ-ХХІ ст. Ю. Велті, П. Вокера, С. Кінга, Ф. О’Коннор, В. Фолкнера. 

## Представники
- Дж. Гарднер (Gardner)
- Вільям Стайрон
- Дороті Еллісон (Dorothy Allison (b. 1949))
- Ерскін Престон Колдвелл (Erskine Preston Caldwell (1903—1987)
- Трумен Капоте (рання творчість)(Truman Garcia Capote (1924—1984))
- Брейнард Чені (Brainard Cheney (1900—1990))
- Геррі Круз (Harry Crews (1935—2012)), якого називають «Ієронім Босх Південної готики» («the Hieronymus Bosch of Southern Gothic»)
- Вільям Фолкнер (William Faulkner (1897—1962))
- Том Френклін (Tom Franklin (b. 1962))
- Вільям Гойен (William Goyen (1915—1983))
- Девіс Грабб (Davis Grubb (1919—1980))
- Гарпер Лі (Harper Lee (1926—2016))
- Кормак Маккарті (Cormac McCarthy (b. 1933))
- Карсон Маккалерс (Carson McCullers (1917—1967))
- Майкл МакДоуелл (Michael McDowell (1950—1999))
- Фланнері О'Коннор (Flannery O'Connor (1925—1964)
- Вокер Персі (Walker Percy (1916—1990)
- Енн Райс (Anne Rice (b. 1941)), особливо романи «Свято всіх Святих» і «Година відьомства» (The Feast of All Saints and The Witching Hour)
- Юдора Велті (Eudora Welty (1909—2001)
- Тоні Моррісон (Toni Morrison (1931)
- Теннессі Вільямс (Tennessee Williams (1911—1983))[1]
- Вірджинія Ендрюс
- Мітч Каллін (Mitch Cullin, (b. 1968)
- Стівен Кінг (Stephen Edwin King)
- Ніколас Остін «Нік» Піццолатто (Nicholas Austin «Nic» Pizzolatto; b. 1975)

## Вибрані твори
- «Сарторис», «Галас і шаленство», «Коли я вмирала», «Світло в серпні», «Роза для Емілі» Вільяма Фолкнера
- «Поглянь на будинок свій, ангеле» Томаса Вулфа
- «Зійти в пітьму» Вільяма Стайрона
- «Тютюнова дорога», «Божа ділянка», «Вклонися висхідному сонцю» Ерскіна Колдуелла
- «Серце — самотній мисливець», «Відображення в золотому оці», «Учасниця весілля» Карсон Маккалерс
- «Голуби з пекла» Роберта Говарда Ірвіна
- «Скляний звіринець», «Трамвай „Бажання“», «Літо і дим», «Ніч ігуани», «Татуйована троянда» Теннессі Вільямса
- «Інші голоси, інші кімнати» Трумена Капоте
- «Мудра кров», «Хорошу людину знайти нелегко» Фланнері О'Коннор
- «Убити пересмішника» Гарпер Лі
- «Хранитель саду», «Пітьма зовні», «Дитя Бога» Кормака Маккарті
- «Улюблена» Тоні Моррісон
- «Зелена миля» Стівена Кінга
- «Година відьомства» Енн Райс
- «Країна припливів» Мітча Каллина
- «Маленький друг» Донни Тартт
- «Справжній детектив» Ніка Піццолатто

## Кінофільми та телесеріали
Деякі кінострічки та серіали також є частиною жанру Південна готика. Ось список із найяскравіших прикладів:
Кінофільми:
- Трамвай «Бажання» (1951)
- Убити пересмішника (1962)
- Обдурений (1971)
- Звільнення (1972)
- Мудра кров (1979)
- Південна гостинність (1981)
- Янгольське серце (1987)
- Стогін чорної змії (2007)
- Зимова кістка (2010)
- Прекрасні створіння (2013)
- Джо (2013)
- Джезабель (2014)
- Обдурений (2017)
- Три білборди за межами Еббінга, Міссурі (2017)
- Ферма «Мадбаунд» (2017)

Телесеріали:
- Помилки минулого
- Первородні
- Справжній детектив
- Родовід
- Проповідник
- Реальна кров
- Гострі предмети

## Музика
Південна готика (також відома як Готика Американа, або Темне Кантрі) - це жанр музики, для якого характерна суміш альтернативного року та класичного кантрі. Цей жанр відповідає тематиці літературного жанру Південна готика, та безперечно лірика, стилістика та амплуа колективів Південної готики має набагато більше спільного з літературними жанрами, ніж традиційні музичні напрямки. Пісні розповідають про злидні, злочини, релігію, містику, забобони, відьомство, смерть, вбивство, нещасне кохання, зраду, алкоголь, дідька. На альтернативній сцені України стиль представлений гуртом ZWYNTAR.
Виконавці:
- Боб Ділан
- Джонні Кеш
- Nick Cave and the Bad Seeds
- Iron & Wine
- Скрімін Джей Хокінс
- ZWYNTAR